# جورج أوين سكوير
اللواء جورج أوين سكوير (21 مارس 1865 - 24 مارس 1934) ولد في درايدن في ولاية ميشيغان، تخرج من الأكاديمية العسكرية الأمريكية في عام 1887 ثم حصل على درجة الدكتوراة من جامعة جونز هوبكينز.